# L DK
L DK - Living together (エルディーケー?, L DK), spesso reso graficamente come L♥DK, è un manga scritto e disegnato da Ayu Watanabe. La pubblicazione è iniziata nel 2009 sulla rivista Bessatsu Friend di Kōdansha e si è conclusa col 24° volume tankōbon. In Italia è edito da Star Comics a partire dal 2012.
La serie è apparsa varie volte nella classifica Oricon, è anche stata adattata in un live action annunciato nel 2013 con Ayame Goriki nei panni di Aoi. La sigla "LDK" si riferisce all'acronimo di Living room, Dining Room, Kitchen con cui in Giappone si indicano gli appartamenti tipo monolocale con uso cucina e bagno in piccoli complessi condominiali solitamente presi in affitto da studenti o impiegati.

## Trama
Shusei Kugayama è lo studente più popolare della scuola e ha recentemente scaricato la migliore amica di Aoi, Moe, senza tante cerimonie. Aoi, ferita per l'amica, decide di rimproverare il popolare compagno di scuola, ma la replica cinica e distaccata del ragazzo peggiora ulteriormente l'opinione che lei aveva di lui. Aoi, più matura delle sue compagne, abita da sola in un piccolo complesso di appartamenti da quando i genitori si sono trasferiti in Hokkaidō per lavoro ed è proprio Shusei che si trasferisce nell'appartamento accanto al suo.
Da qui prende spunto la vicenda dei due che, per una serie di circostanze sfortunate, si ritrovano ad abitare insieme nell'appartamento della ragazza, avendo quest'ultima dato incidentalmente fuoco alla casa di Kugayama. La convivenza forzata è all'inizio difficile perché sia Aoi che Shusei sono due persone dal carattere forte, deciso e impulsivo e questo provoca spesso fraintendimenti e incomprensioni tra loro, ma l'abitare sotto lo stesso tetto dà loro anche l'opportunità di conoscersi meglio e più profondamente, facendo scattare in entrambi un sentimento di simpatia, affetto e, infine, amore reciproco.
Questo però si scontrerà con varie difficoltà, la prima delle quali dovuta alla preoccupazione di Aoi che questi suoi sentimenti possano ferire l'amica Moe, che era stata rifiutata da Shusei, così cercherà di nascondere alla ragazza la realtà della loro convivenza.
Interverranno poi la sorella si Shusei, Eri, che come il fratellino ha delle difficoltà nelle relazioni, finendo sempre per essere giudicata solo in base al suo bell'aspetto.
Anche il fratello metterà lo zampino nella storia dei due liceali, la sua natura di dongiovanni lo porterà infatti a tentare di approcciare Aoi con l'intento di allontanarla da Shusei per timore che questi resti ferito, è infatti convinto che tutte le donne tradiscano i propri partner e la sua attuale moglie, che non esita a tradire senza remore, è la ex fidanzata di Shusei.
Ovviamente, anche i genitori di Aoi non vedono di buon occhio la situazione, dopo averla scoperto per primo, il fratello di lei decide di mantenere il segreto, ma presto la convivenza viene svelata dal padre della ragazza, che si oppone con forza ritenendo i due non sufficientemente maturi per una simile relazione e decisione e decidendo di portare la figlia con sé in Hokkaido.
Una situazione limite nella quale il genitore non sarà in grado di proteggere Aoi da alcuni malintenzionati lo farà riflettere sulle sue decisioni, costringendolo ad aprire gli occhi sull'età della figlia che cresce e sul fatto che Shusei possa essere in grado di proteggerla adeguatamente.
Alla fine acconsentirà a lasciarla convivere con il ragazzo all'unica condizione che i due non facciano sesso prima del diploma. Questa imposizione, a cui Aoi si attiene scrupolosamente e nella quale Shusei si sente invece stretto, creerà qualche difficoltà e incomprensione alla coppia che si allontanerà emotivamente.